# Rocca Susella
Rocca Susella (Susàla in dialetto oltrepadano) è un comune italiano di 236 abitanti della provincia di Pavia in Lombardia. Situato nell'Oltrepò Pavese, 36 km a sud-ovest del capoluogo di provincia, ha la sede comunale nel nucleo abitato di Susella. Il territorio comunale si estende su porzioni della valle Ardivestra, valle Schizzola e valle del Rile. Caratterizzato da una morfologia collinare il territorio ha una destinazione prevalentemente agricola (cereali, erba medica, uva, mele, pere, pesche, ciliegie, albicocche, susine) e boschiva nelle parti più alte (boschi di latifoglie).

## Storia
È documentata dall'Alto Medioevo come Rocha de Axixellae, Castrum Saxillae e in seguito Rocha Saxillae, nome di origine antico ligure. Nel Medioevo esisteva un feudo di Rocca Susella soggetto ai vescovi di Tortona: era anche curia, cioè vi si amministrava autonomamente la giustizia minore. Verso la metà del secolo XV, Rocca Susella faceva parte del feudo di Fortunago. Nel 1753 ne divenne suffeudatario Gerolamo Gambarana. Fino al 1905 la parte meridionale dell'attuale territorio, compresa Susella, apparteneva al vicino comune di Montesegale.

## Monumenti e luoghi d'interesse
- Chiesa Parrocchiale di San Pietro.
- La Rocca de' Ghislanzoni, oggi un palazzo residenziale.
- Pieve di San Zaccaria in località Giarone. Dalla pieve, menzionata sin dal 1198 nella nomina a pieve con una bolla papale di Innocenzo III, dipendevano ancora nel 1800 molte parrocchie della Valle Ardivestra e Val Staffora, in seguito andò in stato di abbandono e, non più adibita al culto religioso, fu trasformata in cascinale. Edificata in Pietra e laterizio in stile romanico in epoca moderna è stata restaurata, tra il 1964 e il 1998, e riportata agli antichi splendori[6]

## Società

### Evoluzione demografica
Abitanti censiti

## Cultura

### Eventi e ricorrenze
Terza domenica di settembre: festa patronale.
Terza domenica di ottobre: Sagra della Castagna e dei Marroni, Frazione Chiusani.

## Amministrazione
| Periodo        | Periodo        | Primo cittadino  | Partito                                 | Carica  | Note |
| -------------- | -------------- | ---------------- | --------------------------------------- | ------- | ---- |
| 30 giugno 1985 | 29 maggio 1990 | Beniamino Giani  | Democrazia Cristiana                    | Sindaco |      |
| 29 maggio 1990 | 24 aprile 1995 | Paolo Nicolini   | Partito Socialista Democratico Italiano | Sindaco |      |
| 24 aprile 1995 | 14 giugno 1999 | Paolo Nicolini   | Lista civica centrosinistra             | Sindaco |      |
| 14 giugno 1999 | 14 giugno 2004 | Paolo Nicolini   | Lista Civica                            | Sindaco |      |
| 14 giugno 2004 | 8 giugno 2009  | Stefano Zaccaria | Lista civica                            | Sindaco |      |
| 8 giugno 2009  | in carica      | Pierluigi Barzon | Lista civica                            | Sindaco |      |

### Comunità montana
Fa parte della fascia collinare della Comunità Montana Oltrepò Pavese.